# Okołowice (Łódź)
Pour les articles homonymes, voir Okołowice.
Okołowice (prononciation [ɔkɔwɔˈvit͡sɛ]) est un village de la gmina de Pabianice, du powiat de Pabianice, dans la voïvodie de Łódź, situé dans le centre de la Pologne.
Il se situe à environ 10 kilomètres au nord de Pabianice (siège de la gmina et du powiat) et 11 kilomètres au sud-ouest de Łódź (capitale de la voïvodie).

## Administration
De 1975 à 1998, le village était attaché administrativement à l'ancienne voïvodie de Łódź.

Depuis 1999, il fait partie de la nouvelle voïvodie de Łódź.